# خربة عطروز
خربة عطروز أو عطاروث Khirbat Ataruz هو موقع أثري يقع في محافظة مادبا، الأردن تم استيطانه خلال العصر الحديدي، والعصر الهلنستي، والروماني، والإسلامي، حيث يعود تاريخ معظم النتائج إلى العصر الحديدي. يرتبط الموقع بمعبد موآبي يعود تاريخه إلى منتصف القرن التاسع إلى أوائل القرن الثامن قبل الميلاد والذي تم العثور عليه في الموقع بسرد لوحة ميشع وقصة غزو عطاروت من بني إسرائيل. يعد هذا الموقع أحد أفضل معابد العصر الحديدي المحفوظة في جنوب بلاد الشام (الأردن والأراضي الفلسطينية).

## الجغرافيا

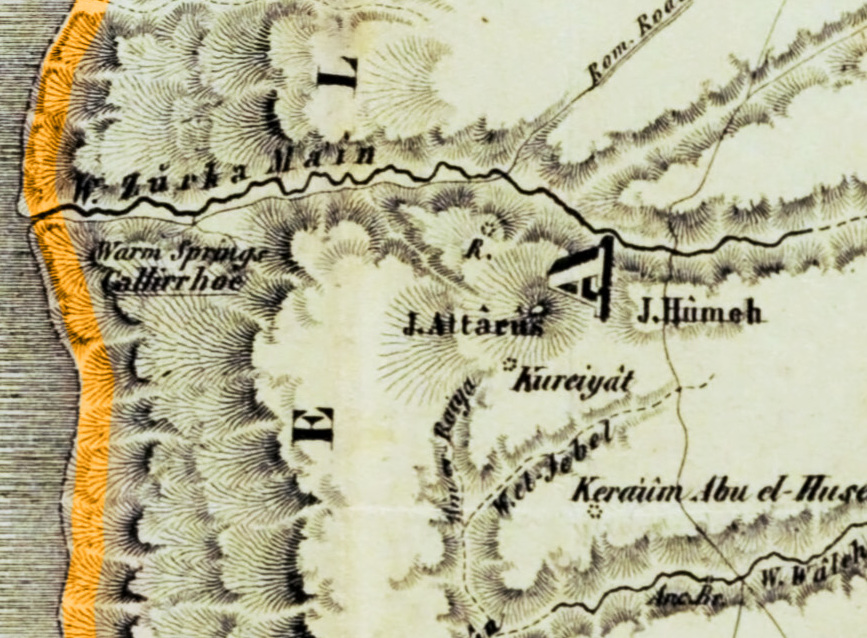
جبل عطاروس في خريطة فلسطين التي رسمها هاينريش كيبيرت سنة 1841.

تقع خربة عطروز على بعد نحو 25 كيلومتر جنوب غربي محافظة مادبا، ونحو 65 كيلومتر عن العاصمة عمان. تقع خربة عطاروز في هضبة ذيبان، على هضبة جبل بني حميدة، بين سيل الزرقاء وسيل الهيدان، على بعد حوالي 10 كيلومترات من بلدة لب، و3 كيلومتر من أطلال العصر الهلنستي والروماني في قلعة مكاور (مكاريوس). 

## فترات التسوية
| الطبقة    | الفترة الأثرية                                          | الإطار الزمني |
| --------- | ------------------------------------------------------- | ------------- |
| 12        | العصر الحديدي I                                         | 1200–1000 BCE |
| 11        | العصر الحديدي IIA (Early)                               | 1000–900 BCE  |
| 10        | العصر الحديدي IIA (Early)                               | 1000–900 BCE  |
| 9         | العصر الحديدي IIA (Early–Mid)                           | 1000–900 BCE  |
| 8         | العصر الحديدي IIA (Early–Mid)                           | 1000–900 BCE  |
| 7         | العصر الحديدي IIA– العصر الحديدي IIB                    | C. 900 BCE    |
| 6         | العصر الحديدي IIB                                       | 900–700 BCE   |
| Abandoned | \| العصر الحديدي الثاني عشر - الفارسي - الهلنستي المبكر | 700–167 BCE   |
| 5         | العصر الهلنستي المتأخر                                  | 167–37 BCE    |
| 4         | العصر الهلنستي المتأخر–Early Roman                      | C. 37 BCE     |
| Abandoned | الفترة الرومانية البيزنطية                              | 132–638 CE    |
| 3         | الفترة الإسلامية المبكرة                                | 638–850 CE    |
| 2         | الفترة الإسلامية الوسطى                                 | 850–1500 CE   |
| 1         | الفترة الإسلامية الوسطى                                 | 850–1500 CE   |

يحتوي الموقع على 12 طبقة من الاستيطان البشري، تمثل كل منها فترة زمنية مميزة في تاريخ الموقع. الفترة الرئيسية للاستيطان هي العصر الحديدي. وقد تم هجر الموقع طوال الفترة الفارسية وأعيد توطين السكان فيه في أواخر الفترة الهلنستية وخلال الفترة الرومانية المبكرة. وفي أواخر العصر الروماني والبيزنطي تم التخلي عن الموقع مرة أخرى وأعيد توطين السكان فيه في العصر الإسلامي المبكر والمتوسط.

## العصر الحديدي
خلال العصر الحديدي، كان الموقع مركز سكني وللعبادة. وبالإضافة إلى الزراعة، كان الموقع يضم صناعات مثل صناعة المعادن والنسيج وإنتاج المنسوجات.

### الأدلة الأثرية
تم إنشاء مستوطنة قديمة في أواخر العصر الحديدي الأول واستمرت حتى أوائل العصر الحديدي الثاني أ، لكنها دُمّرت بعنف بعد أقل من قرن. في القرن العاشر والتاسع قبل الميلاد، بُني معبد كبير على الموقع، تعرض للتدمير لاحقًا، بينما استمر استخدام أنقاضه لأغراض طقسية. في العصر الحديدي الثاني أ وب، أعيد توطين الموقع وظهرت فيه منشآت زراعية مثل قنوات مياه ومرافق تخزين، لكنه هُجر لاحقًا ولم تُعثر فيه على بقايا من الفترة الفارسية.

### السياق التاريخي
تم تحديد موقع خربة عطاروز كمستوطنة العصر الحديدي المعروفة باسم عطاروت، والتي تظهر في كل من سفر الأعداد في الكتاب المقدس العبري ولوحة ميشع التي وجدت في موقع ذيبان القريب. يشير المصدر الكتابي إلى عطاروت باعتبارها واحدة من المستوطنات التي أنشأتها قبيلة جاد، إلى جانب عروعير وديبون. ويشار إليه أيضًا فيما يتعلق بحشبون وجبل نيبو، اللذين يقعان أيضًا في وسط شرق الأردن.
تم بناء لوحة ميشع بناء على طلب ميشع، ملك موآب، الذي تمرد ضد حكم مملكة إسرائيل تحت حكم بيت عمري. وفق سفر الملوك، كان ميشع ملك تابع كان يدفع الجزية لإسرائيل في شكل الماشية والصوف. يصف هذا النص هذه العلاقة بأنها ظالمة. وبعد وفاة عمري، استمر ابنه آخاب (الذي لم يذكر اسمه في الشاهدة) في قمع موآب. تمرد ميشع ضد إسرائيل على الأرجح في عهد الملك يهورام (حكم حوالي 850 - حوالي 840 قبل الميلاد)، الذي كان مشغولاً بالحرب ضد آرام دمشق تحت حكم حزائيل في الشمال. واستولى على عطاروت وقتل سكانها قرباناً لإلهه كيموش. ثم استوطن المدينة مع الشارونيين والمهراطيين (مجموعتين غير معروفتين).

## فترات لاحقة
أعيد توطين الموقع في الفترة الهلنستية كقرية ريفية تعتمد على اقتصاد زراعي يرتكز على المحاصيل، النبيذ، والزيت. تم استخدام أجزاء من معبد العصر الحديدي لأغراض عبادة وأخرى كسكن. استمر الاستيطان حتى العصر الروماني المبكر، لكنه هُجر خلال العصر الروماني المتأخر والعصر البيزنطي. لاحقًا، شهد الموقع إعادة توطين في العصور الإسلامية المبكرة والمتوسطة، حيث أصبح قرية مزدهرة ومكتظة بالسكان، استُخدمت فيها معظم جدران المستوطنات السابقة، بما في ذلك أنقاض المعبد.

## الفهرس
- Ji، Chang-Ho (2011). "Khirbet 'Ataruz: An Interim Overview of the 10 years of archaeological architectural Findings". Annual of the Department of Antiquities of Jordan. ج. 55: 561–579.
- Ji, Chang-Ho (2012), "The early العصر الحديدي Age II temple at Hirbet ‘Atarus and its architecture and selected cultic objects". In J. Kamlah (Ed.), Temple building and temple cult: Architecture and cultic paraphernalia of temples in the Levant (2.-1. mill. B.C.E.) (pp. 203–222). Wiesbaden: Harrassowitz Verlag, in the website of Ataruz Project
- Ji، Chang-Ho؛ Bates، Robert D. (2014). "Khirbat 'Ataruz 2011-2012: A preliminary report". Andrews University Seminary Studies. ج. 52 ع. 1: 47–91. مؤرشف من الأصل في 2024-08-17.
- Ji، Chang-Ho (2018). "A Moabite sanctuary at Khirbat Ataruz, Jordan: stratigraphy, findings, and archaeological implications". Levant: The Journal of the Council for British Research in the Levant. ج. 50 ع. 2: 173–210. DOI:10.1080/00758914.2019.1620010. S2CID:198747033. مؤرشف من الأصل في 2023-03-13.
- Ji، Chang-Ho؛ Bates، Robert D.؛ Hawkins، Ralph K. (2020). "Khirbat 'Ataruz 2015: A Preliminary Report". Andrews University Seminary Studies. ج. 58 ع. 1: 85–104. مؤرشف من الأصل في 2024-06-04.